# Армагеддон (фильм, 1998)
«Армагеддо́н» (англ. Armageddon) — американский фантастический фильм 1998 года режиссёра Майкла Бэя, спродюсированный Джерри Брукхаймером и выпущенный Touchstone Pictures. В фильме рассказывается о группе рабочих бурильщиков нефти, посланных NASA для бурения на астероид, идущий курсом на Землю. Шаттлы «Свобода» и «Независимость» сыграли «Атлантис» и «Колумбия». 
Фильм имел коммерческий успех, став самым кассовым фильмом 1998 года, а также самым кассовым фильмом, выпущенным Touchstone Pictures. Фильм получил неоднозначные отзывы критиков и четыре номинации на премию «Оскар» в категориях «Лучшая песня к фильму», «Лучший звук», «Лучший монтаж звуковых эффектов» и «Лучшие визуальные эффекты».

## Сюжет
Земля попадает под метеоритный дождь — вся территория от Финляндии до Западного побережья США подвергается массовому обстрелу метеоритами; в результате обстрела гибнет шаттл «Атлантис» и разрушается часть Нью-Йорка. Сначала в NASA и NORAD полагают, что это была атака террористов, но вскоре астроном-любитель, служивший в ВМС США, обнаруживает, что к Земле приближается гигантский астероид размером с Техас. Специалисты NASA подтверждают существование астероида после наблюдения в телескоп «Хаббл», а после дальнейших вычислений устанавливают, что через 18 дней астероид упадёт на Землю и куда бы он ни упал, в результате столкновения вся жизнь на планете будет уничтожена. Энергичный директор NASA перебирает возможности спасения, но отвергает все варианты, пока доктор Рональд Куинси не предлагает взорвать астероид изнутри — атака на астероид извне не изменит курс, но если пробурить в нём скважину, заложить атомную бомбу на глубине 800 футов (около 244 метров) и взорвать её, то астероид расколется на два куска, которые пролетят мимо Земли на безопасном расстоянии. Учёные изготавливают установку для бурения «Армадилло», которую планировалось использовать на Марсе. Однако, не зная всех тонкостей бурения, они вынуждены вызвать к себе для её проверки изобретателя машины — потомственного нефтяника-бурильщика Гарри Стэмпера, одного из лучших в мире.
Стэмпер, который на момент запроса из NASA работал на нефтяной платформе в Южно-Китайском море, вместе со своей взрослой дочерью Грейс прибывает в Хьюстон и, узнав о положении дел, решает помочь. Однако, осмотрев буровую установку, он обнаруживает ряд ошибок, критикует NASA и Дэна Трумэна за неправильную подготовку к миссии, после чего решает лично лететь в космос с бригадой своих помощников; хотя у многих из них есть проблемы с законом и сложный характер, Стэмпер полностью им доверяет. После долгих тренировок группа разбивается на две команды. Руководителем второй команды Стэмпер назначает Эй Джея Фроста — возлюбленного своей дочери Грейс, которого он, ревнуя дочь, недолюбливает и постоянно критикует (незадолго до прилёта лиц из NASA он даже бегал за ним с дробовиком по всей платформе). На двух экспериментальных «Шаттлах» типа X-71 под названиями «Свобода» (англ. Freedom) и «Независимость» (англ. Independence) команды во главе с пилотами NASA должны будут подлететь к астероиду. По плану они должны совершить дозаправку на российской орбитальной станции «Мир», на которой уже 1,5 года в одиночестве дежурит российский космонавт — полковник Лев Андропов, а затем облететь Луну и высадиться на астероид, после чего пробурить скважину, заложить заряд, покинуть астероид и осуществить дистанционный подрыв. Всё это нужно сделать до того, как астероид преодолеет «нулевой рубеж», после которого столкновение с Землёй станет неизбежным.
Шаттлы взлетают в положенный срок и прибывают на станцию «Мир», где Андропов помогает космонавтам наполнить баки. Однако из-за изношенного оборудования на станции происходит короткое замыкание, и начинается пожар. Только благодаря решительным действиям Андропова астронавты остаются в живых (в последний момент Лев спасает Эй Джея, застрявшего в топливном отсеке) и покидают станцию, прежде чем она взрывается и разлетается на куски. Они облетают Луну и набирают необходимую скорость, но попадают в облако обломков, летящих вокруг астероида: хотя NASA ожидала, что гравитация Луны притянет к себе обломки, их число всё равно остаётся колоссальным. «Независимость», пытаясь уклониться от осколков, сбивается с курса, получает пробоины и врезается в астероид; погибают оба пилота «Независимости», Оскар и Нунан (Эй Джей, Бугай и Лев выжили). Невеста Эй Джея Грейс потрясена новостями, думая, что её жених погиб вместе со всем экипажем. Выжившие астронавты «Независимости» выкатывают машину, оборудованную буровой установкой, и едут к «Свободе», которая приземлилась на твёрдую ферритовую плиту, из-за чего невозможно ни начать бурение, ни обеспечить нормальную связь с Землёй. Стэмпер понимает, что с одной машиной у него не хватит ресурсов для бурения скважины в такой породе, но всё равно начинает работу, ибо в противном случае Земля однозначно погибнет. На Земле узнают о случившемся, и президент США приказывает взорвать бомбу на поверхности астероида, невзирая на то, что это не предотвратит катастрофу. После ссоры с полковником Шарпом Стэмпер узнаёт о таймере бомбы и убеждает Шарпа отключить его. Команда продолжает бурение, но вскоре бур попадает в «газовый карман», взрыв разрушает всю установку, и погибает Макс. Отчаявшийся Стэмпер сообщает по радио, что миссия провалена, и на Земле начинается паника, усугублённая ещё одним осколком астероида, уничтожившим большую часть Парижа.
На помощь прибывают выжившие с «Независимости» на второй буровой установке, двигатели которой отремонтировал Лев. Объединённой команде удаётся дойти до нужной глубины, но после землетрясения автоматика бомбы оказывается повреждённой, и гибнет ещё один человек — пилот Грубер. Бомбу необходимо взорвать вручную. Герои бросают жребий, и он достаётся Эй Джею. Стэмпер вызывается проводить парня, но оказавшись на поверхности, внезапно вырывает из его скафандра кислородный шланг и заталкивает Эй Джея в лифт. Он признаётся, что Эй Джей стал ему как родной сын, благословляет его свадьбу с Грейс и прощается с дочерью по видеосвязи. «Свобода» улетает с астероида, а оставшийся в одиночестве Стэмпер взрывает бомбу за несколько секунд до пересечения «нулевого барьера»; перед глазами у него проносятся воспоминания о Грейс и мысли о её свадьбе с Эй Джеем. Взрыв раскалывает астероид надвое, крупные осколки пролетают мимо Земли, а мелкие осколки испаряются или сгорают в атмосфере. Земля спасена, шаттл «Свобода» успешно приземляется. На Землю возвращаются бурильщики Эй Джей, Чик, Бугай и Рокхаунд, полковник Шарп, пилот Уоллс и космонавт Андропов. Дэн Трумэн, всеми силами помогавший полёту, получает от Эй Джея нашивку со скафандра Стэмпера с девизом экспедиции — «За всё человечество» (англ. For All Mankind).
В конце фильма Эй Джей женится на Грейс Стэмпер, а на их свадьбе в первом ряду собора выставлены фотографии погибших членов экипажей, участвовавших в операции.

## В ролях
- Брюс Уиллис — Гарри Стэмпер, начальник бригады буровиков-нефтяников
- Бен Аффлек — Эй Джей Фрост, буровик, жених Грейс
- Лив Тайлер — Грейс Стэмпер, дочь Гарри и невеста Эй Джея
- Билли Боб Торнтон — Дэн Трумен, директор NASA
- Уилл Паттон — Чарли (Чик) Чаппл, буровик, в прошлом десантник
- Стив Бушеми — Уолтер Рокхаунд, буровик, химик и геолог
- Уильям Фихтнер — полковник Уильям Шарп, пилот NASA, начальник экспедиции на астероид
- Оуэн Уилсон — Оскар Чой, буровик, геолог
- Майкл Кларк Дункан — Бугай (Медведь), буровик
- Кларк Бролли — Нунан, буровик
- Петер Стормаре — полковник Лев Андропов, российский космонавт, командир станции «Мир»
- Кен Хадсон Кэмпбелл[англ.] — Макс Леннерт, буровик
- Джудит Хоаг — Дэниз, бывшая жена Чарли Чаппла
- Джессика Стин — Дженнифер Уоллс, пилот-инструктор NASA
- Грэйсон Маккоуч[англ.] — Грубер, пилот NASA
- Кит Дэвид — генерал Кимси, министр обороны США
- Джейсон Айзекс — Рональд Куинси, учёный-астрофизик
- Крис Эллис — Кларк, руководитель полётов NASA
- Шони Смит — Рэдхед
- Джексон Майкл — певец
- Кристиан Клименсон — жужжащий парень
- Джон Мэхон — Карл, астроном-любитель
- Грейс Забриски — жена Карла
- Удо Кир — психиатр центра подготовки астронавтов в NASA (эпизод)
- Майкл Бэй — астроном-любитель (эпизод, камео)

## Съёмочная группа
- Режиссёр — Майкл Бэй
- Сценарий — Джонатан Хенсли, Дж. Дж. Абрамс, Тони Гилрой, Роберт Рой Пул, Шейн Салерно
- Продюсеры — Майкл Бэй, Джерри Брукхаймер, Гейл Энн Хёрд
- Оператор — Джон Шварцман
- Композиторы — Тревор Рабин, Гарри Грегсон-Уильямс

## Прокат

### Кассовые сборы
«Армагеддон» был выпущен 1 июля 1998 года в 3127 кинотеатрах в США и Канаде. Он занял первое место в кассах с общим объёмом 36 млн долларов на выходных. Он собрал 201,6 млн долларов в Соединённых Штатах и Канаде и 352,1 млн долларов на других территориях на общую сумму 553,7 млн долларов США.

## Критика

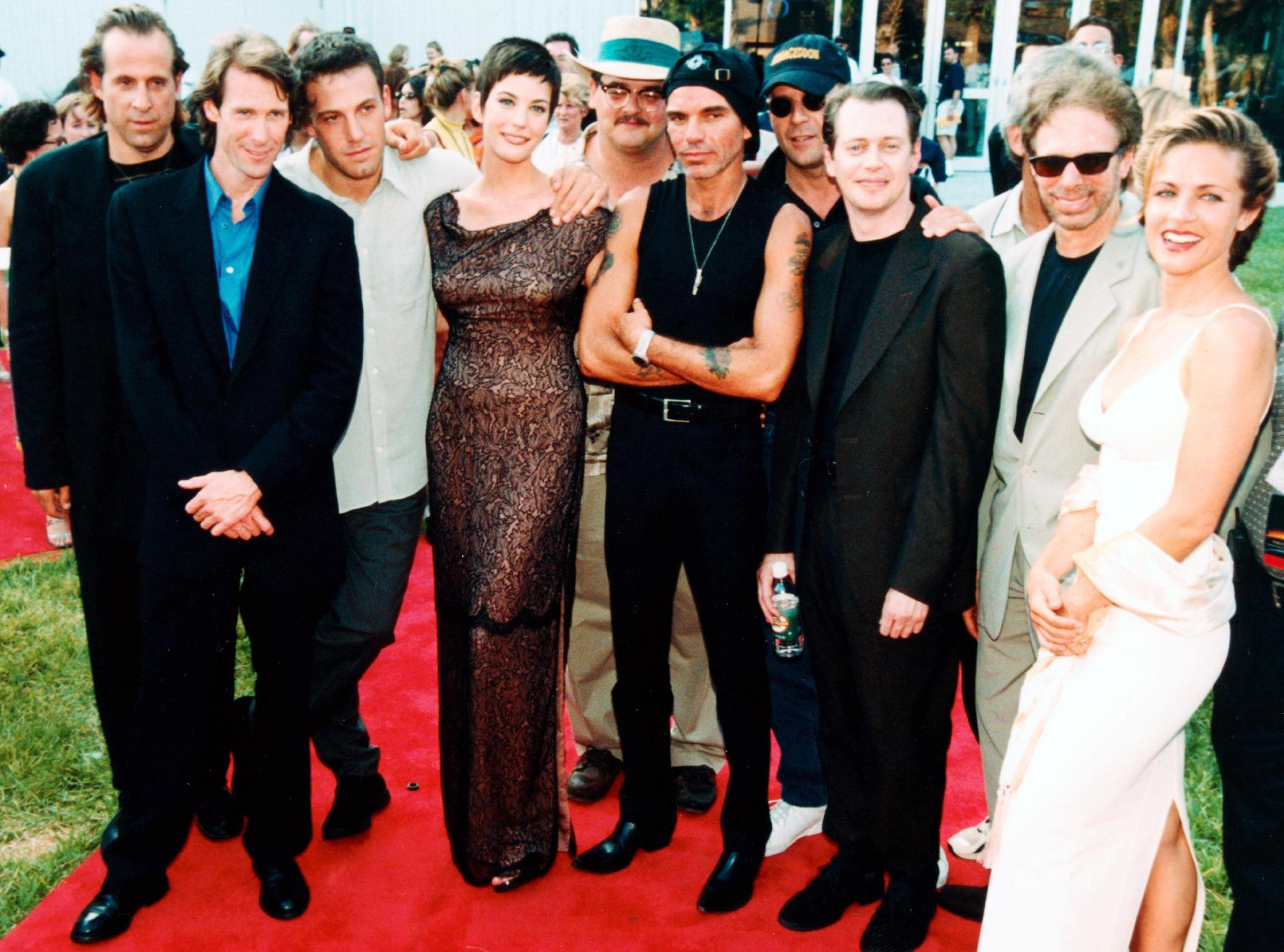
Съёмочная группа на премьере фильма

Отклики американских кинокритиков на фильм были в основном негативными. Обращалось внимание на весьма вольное отношение создателей картины к элементарным законам физики. Орбитальная станция «Мир», изображённая в фильме, представлена крайне неграмотно в техническом плане: помимо того, что на её борту находится всего один космонавт, она содержит крупные запасы горючего («кислорода») и способна генерировать искусственную гравитацию посредством быстрого вращения. Самый популярный кинокритик Америки Роджер Эберт внёс «Армагеддон» в список своих самых ненавистных фильмов, заявив, что он «претит нашим глазам, ушам, мозгу, здравому смыслу и естественному желанию отвлечься от повседневности».
В фильме собрано достаточно много грубых ошибок. Одними из таковых является отделение твердотопливных ускорителей от «Шаттлов» одновременно с внешним топливным баком — в реальности бак должен ещё 7 минут питать топливом 3 маршевых кислородно-водородных двигателя, которые установлены на самом «Шаттле». Также авторы утверждали, что топливом «Шаттлов» является кислород, заправляться которым они прилетели на российскую станцию «Мир» — ошибка заключается в том, что заправка шла жидким кислородом, которого на «Мире» и быть не могло.
Украинский космонавт Леонид Каденюк: «„Армагеддон“ снимался у меня на глазах, когда я проходил подготовку в США. Однажды мы приехали на мыс Канаверал, на очередную тренировку, и там проходят съёмки. Наш корабль „Колумбия“ был живой декорацией в этом фильме. Сама идея фильма очень хорошая и актуальная. Но сам фильм я воспринимал очень плохо. Там было много взрывов, а такого не бывает. Они показали российскую орбитальную станцию, полковника в папахе — это мне не понравилось. На самом деле, американские астронавты с большим уважением относятся к российским космонавтам».
Российский историк космонавтики Антон Первушин кратко охарактеризовал фильм: «Очевидное пренебрежение законами физики и элементарной логики… На станции действует искусственная сила тяжести, что подразумевает либо непрерывное и очень быстрое вращение „Мира“ (невозможное из-за его конструктивных особенностей), либо наличие фантастических гравитаторов. По станции слоняется полупьяный космонавт Лев Андропов, который, в отличие от американских коллег, выглядит куда более образованным — ведь он прожил на „Мире“ 18 месяцев, а они развалили станцию за полчаса. Про прекрасную акустику в космосе и отсутствие силы противодействия, которая равна силе действия, я уж и не говорю».
Фильм был выдвинут на премию «Золотая малина» в семи категориях, в том числе и «худший фильм». Досталась же ленте только одна премия — её получил Брюс Уиллис за «худшую мужскую роль» в 1998 году.
По утверждению Бена Аффлека, режиссёр фильма Майкл Бэй грубо потребовал от него не лезть не в своё дело, когда Аффлек спросил, почему по сценарию не астронавты учились бурению, а бурильщики становились астронавтами. В апреле 2013 года Бэй, пытаясь как-то оправдаться за множество фактических ошибок, заявил, что студия-производитель не предоставила съёмочной группе ни ресурсов, ни времени (всего 16 недель).

…Нам нужно было отснять весь фильм за 16 недель. Это была громадная работа, несправедливая по отношению к фильму. Если бы я только мог переделать третью часть — но студия буквально забрала у нас фильм, и это было ужасно. У нашего редактора спецэффектов случился нервный срыв, и я должен был завершить его работу. Я позвонил Джеймсу Кэмерону и спросил: «Каково это, когда ты сам занимаешься этими эффектами?» Но фильм получился хороший.
Оригинальный текст (англ.)…We had to do the whole movie in 16 weeks. It was a massive undertaking. That was not fair to the movie. I would redo the entire third act if I could. But the studio literally took the movie away from us. It was terrible. My visual effects supervisor had a nervous breakdown, so I had to be in charge of that. I called James Cameron and asked "What do you do when you're doing all the effects yourself?" But the movie did fine.